# Jan Korpak
Jan Korpak (ur. 30 sierpnia 1888, zm. po 1935) – major piechoty Wojska Polskiego.

## Życiorys
W latach 1912–1913 wziął udział w mobilizacji sił zbrojnych Monarchii Austro-Węgierskiej, wprowadzonej w związku z wojną na Bałkanach, a następnie walczył na frontach I wojny światowej. Jego oddziałem macierzystym był pułk piechoty nr 13. Awansował na kolejne stopnie w korpusie oficerów rezerwy piechoty: kadeta (starszeństwo z 1 stycznia 1912), podporucznika (starszeństwo z 1 listopada 1914) i porucznika (starszeństwo z 1 sierpnia 1916).
W maju 1921 został przeniesiony z 13 pp do 20 pułku piechoty w Krakowie. 3 maja 1922 został zweryfikowany w stopniu majora ze starszeństwem z 1 czerwca 1919 i 242. lokatą w korpusie oficerów piechoty. 10 lipca tego roku został zatwierdzony na stanowisku pełniącego obowiązki dowódcy batalionu sztabowego. W 1924, po przeprowadzonej reorganizacji pułku, został przesunięty na stanowisko dowódcy III batalionu, a w następnym roku na stanowisko kwatermistrza. W styczniu 1926 został przeniesiony do 22 pułku piechoty w Siedlcach na stanowisko dowódcy I batalionu. Później został przeniesiony do 38 pułku piechoty w Przemyślu na stanowisko dowódcy III batalionu. W kwietniu 1928, w związku z likwidacją III baonu, został przesunięty na stanowisko kwatermistrza. W lutym 1929 został zwolniony z zajmowanego stanowiska i oddany do dyspozycji dowódcy Okręgu Korpusu Nr X z równoczesnym przeniesieniem do kadry oficerów piechoty. Z dniem 30 września 1929 został przeniesiony w stan spoczynku.
W 1934, jako oficer stanu spoczynku pozostawał w ewidencji Powiatowej Komendy Uzupełnień Przemyśl. Posiadał przydział do Oficerskiej Kadry Okręgowej Nr X. Był wówczas „przewidziany do użycia w czasie wojny”.
W latach 1934–1935 był członkiem Komisji Rewizyjnej Okręgu X Związku Strzeleckiego w Przemyślu.

## Ordery i odznaczenia
W czasie służby w c. i k. Armii otrzymał:
- Krzyż Zasługi Wojskowej 3 klasy z dekoracją wojenną i mieczami,
- Srebrny Medal Zasługi Wojskowej z mieczami na wstążce Krzyża Zasługi Wojskowej,
- Brązowy Medal Zasługi Wojskowej z mieczami na wstążce Krzyża Zasługi Wojskowej,
- Krzyż Wojskowy Karola,
- Krzyż Pamiątkowy Mobilizacji 1912–1913[4].